# جیکوب اسکیپیو
جیکوب اسکیپیو (به انگلیسی: Jacob Scipio)، (زاده ۱۰ ژانویه ۱۹۹۳) یک بازیگر انگلیسی اهل لندن است. در سال ۲۰۲۰، در نقش شخصیت شرور آرماندو آرتاس را در کمدی اکشن پسران بد تا ابد به صورت رسمی وارد بازیگری در صنعت سینمای آمریکا شد.
جیکوب در لندن، انگلستان به دنیا آمد و دارای اصل و نسب هندی‌ها در گویان و انگلیسی است. او در مدرسه ابتدایی کلیسای سنت مایکل انگلستان در هایگیت تحصیل کرد، سپس تحصیلات خود را در مدرسه فورتیسمر در ماسول هیل ادامه داد و تحصیلات خود را در دانشگاه اسکس تکمیل کرد و در آنجا لیسانس هنر در فیلم و ادبیات به او اعطا شد.

## آثار بازیگری
- پسران بد تا ابد (۲۰۲۰) در نقش آرماندو آرتاس
- پاسگاه (۲۰۲۰) در نقش گروهبان ستاد جاستین تی. گالگوس
- بدون پشیمانی (۲۰۲۱) در نقش هچت
- آخرین نگاه‌ها (۲۰۲۲) در نقش دان کیو
- سنگینی طاقت‌فرسای استعداد فراوان (۲۰۲۲) در نقش کارلوس
- بت‌گرل (۲۰۲۲) در نقش آنتونی برسی[۴]
- تکه‌هایی از او (۲۰۲۲) در نقش مایکل وارگاس، مارشال آمریکایی
- بی‌مصرف‌ها ۴ (۲۰۲۲)[۵]